# Dakar UC
El Dakar Université Club es un equipo de fútbol de Senegal que juega en la Segunda División de Senegal, la segunda liga de fútbol más importante del país.

## Historia
Fue fundado en la capital Dakar y su nombre se debe a que su patrocinador es la Universidad de Dakar. Nunca ha ganado la Liga senegalesa de fútbol ni ha ganado título alguno en Senegal, aunque ha sido finalista de la Copa senegalesa de fútbol en el año 2005.
A nivel internacional ha participado en 1 torneo continental, la Copa Confederación de la CAF del año 2005, donde no pasaron de la Ronda Preliminar.

## Palmarés
- Copa senegalesa de fútbol: 0
  - Finalista: 1

2005

## Participación en competiciones de la CAF
| Temporada | Torneo                       | Ronda      | Club        | Casa | Visita | Global      |
| --------- | ---------------------------- | ---------- | ----------- | ---- | ------ | ----------- |
| 2005      | Copa Confederación de la CAF | Preliminar | CODM Meknes | 1-0  | 0-1    | 1-1 (1-3 p) |

## Jugadores

### Jugadores destacados
- Pape Demba Camara
- Pape Alioune Diouf
- Diarga Fall
- Fadel Fall
- Ibrahima Gueye
- Cheikh Ndiaye
- Babacar Niang
- Abdoulaye Touré